# LIMBO (비디오 게임)
《LIMBO》는 독립 스튜디오 플레이데드에서 개발한 퍼즐 플랫폼 비디오 게임이다. 엑스박스 라이브 아카이드에서 2010년 7월 배포되었고 이후 여러 다른 기종으로 포트가 이루어져, 현재 플레이스테이션 3, 마이크로소프트 윈도우 등에서 이용 가능하다. 《림보》는 2D 사이드 스크롤 게임으로, 환경 물체 및 플레이어 캐릭터를 통제하는 물리 엔진이 적용되어 있다. 플레이어는 무명의 소년을 조종하여 위험한 환경 및 덫을 뚫고 자기 여자형제에게 향한다. 개발자는 게임의 퍼즐을 플레이어가 정확한 답을 찾기 전 반드시 실패를 경험하도록 설계했다. 플레이데드는 플레이 방식을 두고 "시험과 죽음"으로 요약했으며, 소년의 죽음에 소름끼치는 구상을 사용함으로써 플레이어로 하여금 불가능한 해법을 피하도록 했다.
게임에는 흑백의 색조와 더불어 조명, 영화적 분위기 효과, 미니멀한 잔잔한 음향이 사용되어 호러 장르에 많이 나타나는 을씨년스러운 대기가 조성되었다. 평론가들은 어두운 표현, 필름 누아르 및 독일 표현주의와 비견되는 작품을 호평했다. 작품의 미학에 의거해 평론가는 《림보》를 예술 형태로써의 비디오 게임의 예시로 분류했다. 《림보》의 평가는 대체로 긍정적이지만, 게임의 최소화된 줄거리는 평론가를 양분시켰다. 일부 평론가는 게임의 열린 결말이 게임의 메카닉과 잘 매듭지어지는 심오한 주제로 작용한다고 한 반면, 또 다른 평론가는 줄거리의 부족 및 갑작스런 결말이 게임에 손상을 가했다고 여겼다. 평론가가 내세운 비판은 대개 적은 분량에 비해 높은 게임의 가격책정으로, 어쩌면 플레이어가 게임의 구매를 단념하도록 기능할 수 있다고 우려한 반면, 또 일부는 림보의 길이가 이상적이라고 평했다. 게임은 2010년 엑스박스 라이브 아케이드 서비스에서 세 번째로 가장 많이 팔린 게임으로 등극, 750만 달러의 수익을 거두었다. 또 발매 이후 업계 조직에서 주관하는 여러 상을 수상했고 각종 간행처에서 2010년 최고의 게임 중 하나로 자리매김했다. 플레이데드의 다음 작품 《인사이드》는 2016년 발매되었고 《림보》의 주제와 동일한 것이 많이 선보여졌다.

## 평가
| 평가 |                                                                                |
| --- | ------------------------------------------------------------------------------ |
| 통합 점수 통합사 점수 메타크리틱 90/100 (X360) [ 2 ] 90/100 (PS3) [ 3 ] 89/100 (PSV) [ 4 ] 89/100 (iOS) [ 5 ] 88/100 (PC) [ 6 ] 85/100 (XONE) [ 7 ] 평론 점수 평론사 점수 1UP.com B [ 8 ] 에지 9/10 [ 9 ] 유로게이머 9/10 [ 10 ] G4 [ 11 ] 게임 인포머 9/10 [ 12 ] 게임스팟 9/10 [ 13 ] 게임스파이 [ 14 ] IGN 9/10 [ 8 ] PALGN 9.5/10 [ 15 ] |                                                                                |
| 통합 점수 |                                                                                |
| 통합사 | 점수                                                                           |
| 메타크리틱 | 90/100 (X360) 90/100 (PS3) 89/100 (PSV) 89/100 (iOS) 88/100 (PC) 85/100 (XONE) |
| 평론 점수 |                                                                                |
| 평론사 | 점수                                                                           |
| 1UP.com | B                                                                              |
| 에지 | 9/10                                                                           |
| 유로게이머 | 9/10                                                                           |
| G4 | [ 11 ]                                                                         |
| 게임 인포머 | 9/10                                                                           |
| 게임스팟 | 9/10                                                                           |
| 게임스파이 | [ 14 ]                                                                         |
| IGN | 9/10                                                                           |
| PALGN | 9.5/10                                                                         |